# Östermalm, Sundsvall
Östermalm är en stadsdel i Sundsvall.
Östermalm gränsar i norr till Sundsvallsfjärden, i öster till Skönsmon (Bäckgatan/Mogatan), i söder till Södra Stadsberget och i väster till Södermalm (där Parkgatan utgör gräns).
Stadsdelen Östermalm domineras alltjämt av trähusbebyggelse i synnerhet från 1910-1930-talet. Där växlas stora villor med den tätbebyggda och gyttriga lilla 1800-talskärnan som tidigare var Stadsmon. Högre upp mot Södra berget har villabebyggelsen brett ut sig allt mer. De äldre västra delarna av Östermalm karaktäriseras av gatunamn som Löjtnantsgatan och Grevegatan. 
Östermalm är ett bostadsområde med närhet till slalombackar och längdskidspår, elljusspår och utsikt över hamninloppet. Där finns Höglundaskolan (byggd 1929), för årskurs 4 till 9, men även grönområdet Grevebäcksparken som sträcker sig från Björneborgsgatan i norr till Södra Stadsberget fot. 
Bebyggelsen består till stor del av villor, en- och tvåfamiljshus, egnahem och radhus från åren kring 1900 och fram till cirka 1970, men det finns även modernare inslag och flerfamiljshus i stadsdelen.